# Carmen López-Areal
Carmen López-Areal es una guionista y directora de cine y televisión española.

## Biografía
Estudia Comunicación audiovisual en la Universidad Complutense de Madrid y comienza a trabajar como realizadora en el departamento de autopromoción de Mediaset España. Desarrolla su carrera como guionista de cine, televisión y teatro. Y colabora en la dirección y producción de diferentes proyectos, compaginándolo con la docencia. Actualmente está centrada en la escritura de cine y televisión.

## Guion de cine y televisión
- Guionista de Terra alta , adaptación de la novela homónima de Javier Cercas. Secuoya studios para Movistar´+
- Creadora y coordinadora de guion de La chica invisible. Serie para Disney+
- Creadora y guionista de Reyes contra Santa. Largometraje producido por Morena Films.
- Creadora y guionista de La partitura secreta. Serie de televisión. Disney+
- Guionista de Siempre fui yo. Serie de televisión.  Disney+
- Creadora y guionista de BIA. Serie de televisión de The Walt Disney Company Latin America, Non Stop y Pegsa Group S.A para  Disney Channel Latinoamérica.
- 2ª y 3ª temporada de Soy Luna. Serie de televisión The Walt Disney Company Latin America y Pol-ka Producciones para  Disney Channel Latinoamérica.
- 1ª y 2ª temporadas de Alex & Co. Coordinadora de guionistas. Serie de televisión. The Walt Disney Company Italia.
- Somos cómplices. Serie de Linze tv. para Antena 3.
- La voz dormida, Largometraje dirigido por Benito Zambrano (estrenada en el 2011).[1] Basada en la novela homónima de Dulce Chacón.
- Rocío, casi madre. Serie televisión Canal Sur.
- SMS Serie diaria de Globomedia para La Sexta.
- Pecado original. Redactora, guionista y reportera. Telecinco.
- Tres mujeres Largometraje para Columbia Pictures España
- Samy y yo (en España, Un tipo corriente), Largometraje de Eduardo Milewicz, con Ricardo Darín y Angie Cepeda. Estrenada en el 2002.
- No todo es sexo. Largometraje escogido por SUNDANCE /SGAE para el 1.er laboratorio de guionistas en Málaga.[2]
- Jara. Largometraje de Manuel Estudillo. Con Olivia Molina y Sergio Peris Mencheta. Estreno 2000
- Periodistas. Serie de televisión de Globomedia para Telecinco
- Cambalache. Guion de largometraje subvencionado por el Ministerio de Cultura de España (ICAA).[3]